# Residencial Foresta
Residencial Foresta är en ort i kommunen Metepec i delstaten Mexiko i Mexiko. Samhället hade 3 832 invånare vid folkräkningen år 2020.